# Рутмастер
Рутмастер (англ. Routemaster — Господар доріг) — тип двоповерхового автобуса, створений в 1954 році компанією AEC, що експлуатувався у Лондоні з 8 лютого 1956 по 9 грудня 2005. За цей час «Рутмастер» став символом Лондона.

## Історія

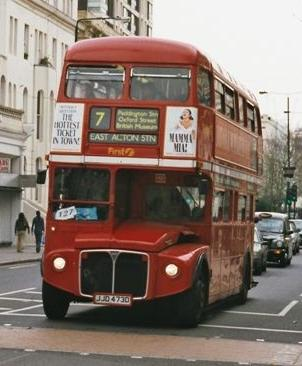
Рутмастер

Автобус розроблявся в 1947–1956, основними завданнями були легкість і відповідно менше споживання палива та підвищена місткість автобуса. В результаті «Рутмастер» мав 64 місця для сидіння і важив на три чверті тонни менше за попередню модель серії Regent III , яка до того ж мала меншу місткість (56 місць). Перша серія вводилась в експлуатацію починаючи з 1959 р. на заміну тролейбусам. Цей процес було завершено до травня 1962 р. Наступні серії «Рутмастерів» надходили для заміни старіших моделей автобусів AEC Regent, Leyland Titan RTL і RTW. Останній «Рутмастер» став до роботи на лондонських вулицях в 1968 р.
Автобуси першої серії мали довжину 8,4 метри (27 футів і шість дюймів), пізніші «Рутмастери» були довшими — 9 метрів (30 футів).
Автобус набув величезної популярність серед лондонців і гостей британської столиці. Причиною цього стала особливість конструкції автобуса — відкрита ззаду платформа через яку здійснювався вхід і вихід з автобуса. Дверей «Рутмастер» не мав. Відкрита платформа дозволяла швидко входити і виходити й робити це не тільки на зупинках, але й на перехрестях та у корках. Дехто вважає, що це відповідало вільнолюбному англійському духові.
Через те, що вхід в автобус здійснювався ззаду водій не міг продати пасажирам квитки як в інших автобусах, у яких вхід був через передні двері, тому екіпаж «Рутмастера» складався з двох людей — водія і кондуктора. Якщо інші автобуси стояли на зупинці доти доки водій не продасть квитки всім пасажирам, то «Рутмастери» не мали такої проблеми завдяки кондукторам.

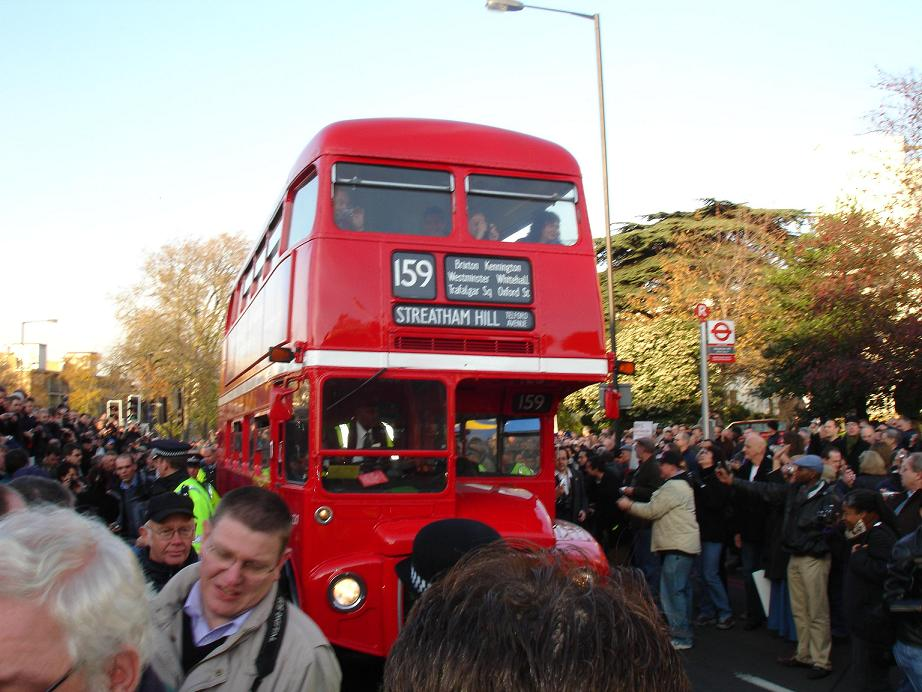
Останній лондонський «Рутмастер» (RM2217) завершує свій останній рейс, 9 грудня 2005

Списання «Рутмастерів» почалось в 1982 р., однак в 1992 р. автобуси, які ще залишились в роботі пішли в ремонт, після якого їх можна було використовувати ще протягом десяти років. З 2003 р. «Рутмастери» стали швидко зникати з лондонських вулиць. Останній лінійний виїзд «Рутмастера» відбувся 9 грудня 2005 р. Уздовж всього маршруту стояли юрби людей, які прийшли попрощатися з автобусом, який протягом майже п'ятдесяти років був невід'ємною частиною Лондона.
Основними причинами списання «Рутмастерів» були наступні: небезпечність відкритої задньої платформи, незручність для пасажирів похилого віку, пасажирів з дитячими візками, інвалідів, технічна зношеність, а також з метою економії: сучасні автобуси не потребують кондукторів.

## «Рутмастери» в культурі
За довгі роки навколо «Рутмастерів» сформувалась ціла культура. Наприклад, перший ряд сидінь на верхньому поверсі вважався «кутком закоханих». Багато кондукторів крім виконання своїх службових обов'язків розважали пасажирів жартами, що створювало доброзичливу атмосферу.

## Доля «Рутмастерів» після списання
Списані «Рутмастери» не здаються на злам, а продаються всім охочим. Ціна автобуса становить близько двох тисяч фунтів. Багато автобусів повернулись на вулиці Лондона, але зараз возять туристів. Втім, на двох оглядових туристичних маршрутах на «Рутмастерах» можна їздити за звичайними проїзними на громадський транспорт Лондона.